# Edmond Debon
Pour les articles homonymes, voir Debon.
Edmond Debon, né le 18 décembre 1846 à Condé-sur-Noireau et mort le 2 mars 1922 à Carolles, est un peintre français.

## Biographie
Edmond Debon est l'élève de Jean-Jacques Henner et Louis Hector Leroux. Secrétaire de la Société libre des artistes français, il demeure 65 rue Caulaincourt à Paris. 
Il obtient une mention honorable au Salon des artistes français de 1887, une médaille de 3e classe en 1896 et une médaille de 2e classe en 1898 ainsi qu'une mention honorable à l'Exposition universelle de 1900. Directeur artistique de la galerie de la Madeleine, il rejoint Carolles durant la Première Guerre mondiale.
Son atelier est vendu en 1925.
Il est inhumé à Carolles.

## Œuvres
- Panneau décoratif pour la mairie de Saint-Maurice (Val-de-Marne)
- Récolte du varech à Carolles, 1897, huile sur toile,  Gray (Haute-Saône), musée Baron-Martin